# Snamjanka (Beresiwka)
Snamjanka (ukrainisch Знам’янка; russisch Знаменка/Snamenka) ist ein Dorf im Süden der Ukraine, etwa 14 Kilometer westlich von der ehemaligen Rajonshauptstadt Iwaniwka und etwa 68 Kilometer nördlich von der Oblasthauptstadt Odessa entfernt an der Mündung des Serednyj Kujalnyk in den Malyj Kujalnyk gelegen.

## Geschichte
Der Ort wurde 1804 zum ersten Mal schriftlich erwähnt und trug bis Ende 1929 den Namen Katarschine (Катаржине) bzw. russisch Katarschino, danach bis 1965 Staline (Сталіне) bzw. russisch Stalino.
Das Dorf wurde als Kolonie von bulgarischen Siedlern, die aus dem von Türken besetzten Bulgarien auswanderten, auf dem Land des Grundeigentümers Katarzy gegründet. 1816 wurde eine erste Steinkirche errichtet, später wurde der Ort zum Zentrum des gleichnamigen Wolosts.
In den 1920er Jahren wurde Katarschine einer der Orte des bulgarischen Nationalrajons Blahojewe (bis 1926 Nationalrajon Welykyj Bujalyk), 1929 erfolgte die Umbenennung in Staline.
1965 wurde der Ort in Tscherwonosnamjanka (Червонознам'янка) umbenannt, am 14. Juli 2016 dann im Rahmen der Dekommunisierung in der Ukraine in seinen heutigen Namen Snamjanka.

## Verwaltungsgliederung
Am 18. August 2018 wurde das Dorf zum Zentrum der neugegründeten Landgemeinde Tscherwonosnamjanka (Червонознам'янська сільська громада/Tschwerwonosnamjanska silska hromada). Zu dieser zählten auch noch die Siedlung städtischen Radisne sowie die 16 in der untenstehenden Tabelle aufgelistetenen Dörfer, bis dahin bildete es die gleichnamige Landratsgemeinde Tscherwonosnamjanka (Червонознам'янська сільська рада/Tschwerwonosnamjanska silska rada) im Westen des Rajons Iwaniwka.
Am 26. März 2019 wurde die sie dann analog dem Dorf in Landgemeinde Snamjanka (Знам'янська сільська громада/Snamjanska silska hromada) umbenannt.
Seit dem 17. Juli 2020 ist sie ein Teil des Rajons Beresiwka.
Folgende Orte sind neben dem Hauptort Snamjanka Teil der Gemeinde:
| Name                     | Name               | Name                                        |
| ukrainisch transkribiert | ukrainisch         | russisch                                    |
| ------------------------ | ------------------ | ------------------------------------------- |
| Juraschewe               | Юрашеве            | Юрашево (Juraschewo)                        |
| Malosymenowe             | Малозименове       | Малозименово (Malosimenowo)                 |
| Marzijanowe              | Марціянове         | Марцияново (Marzijanowo)                    |
| Nowojelysawetiwka        | Новоєлизаветівка   | Новоелизаветовка (Nowojelisawetiwka)        |
| Nowopetriwka             | Новопетрівка       | Новопетровка                                |
| Nowostepaniwka           | Новостепанівка     | Новостепановка (Nowostepanowka)             |
| Polino-Ossypenkowe       | Поліно-Осипенкове  | Полино-Осипенково (Polino-Ossipenkowo)      |
| Radisne                  | Радісне            | Радостное (Radostnoje)                      |
| Sofijiwka                | Софіївка           | Софиевка (Sofijewka)                        |
| Stara Jelysawetiwka      | Стара Єлизаветівка | Старая Елизаветовка (Staraja Jelisawetiwka) |
| Syritske Druhe           | Сирітське Друге    | Сиротское Второе (Sirotskoje Wtoroje)       |
| Syritske Persche         | Сирітське Перше    | Сиротское Первое (Sirotskoje Perwoje)       |
| Welykosymenowe           | Великозименове     | Великозименово (Welikosimenowo)             |
| Worobijiwka              | Воробіївка         | Воробиевка (Worobijewka)                    |
| Worobyjowe               | Воробйове          | Воробьёво (Worobjowo)                       |
| Zybuliwka                | Цибулівка          | Цибулевка (Zibulewka)                       |